# 姿勢制御システム
姿勢制御システム（しせいせいぎょシステム、英: Reaction Control System, RCS）は、宇宙船のサブシステムの一種である。その目的は姿勢制御と操縦である。RCSは、任意の方向に若干の推力を与えることができる。また、機体の回転を制御するトルクを発生する。主エンジンが1つの方向にしか噴射できないのとは対照的であるが、もちろん主エンジンの方が強力である。
RCS は、大小のスラスターを組み合わせて構成され、複数のスラスターを同時に噴射することで様々な方向への推力を得る。
姿勢制御システムが使われるのは次のような場合である。
- 大気圏再突入の際の姿勢制御
- 軌道の維持
- 宇宙空間でのドッキングの際の操縦
- 機体の方向を特定の方位に向けるような制御
- 軌道離脱の際のバックアップ手段

宇宙船に搭載される燃料は限られており、補給できる可能性も少ないため、燃料をなるべく消費しない姿勢制御システムも開発されてきた。対地同期軌道の軌道維持には、DCアークジェット、イオンスラスタ、ホールスラスタといった高比推力の電気推進が使われることもある。方向制御にモーメンタムホイールが使われた例もある。

## 宇宙カプセル上のスラスターの位置

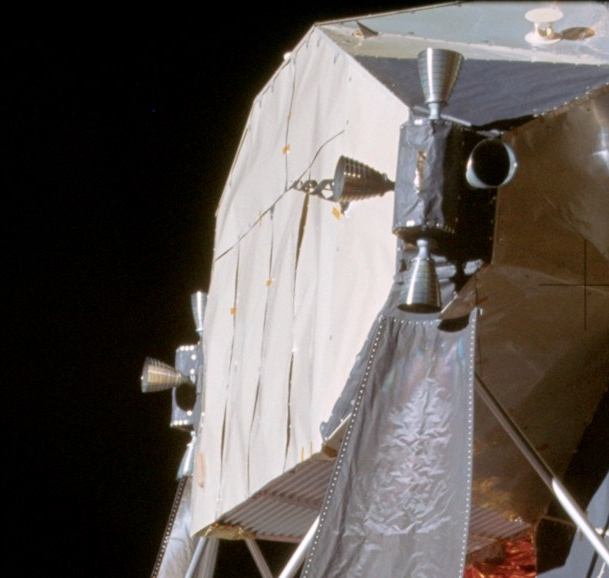
アポロ月着陸船のRCSブロック

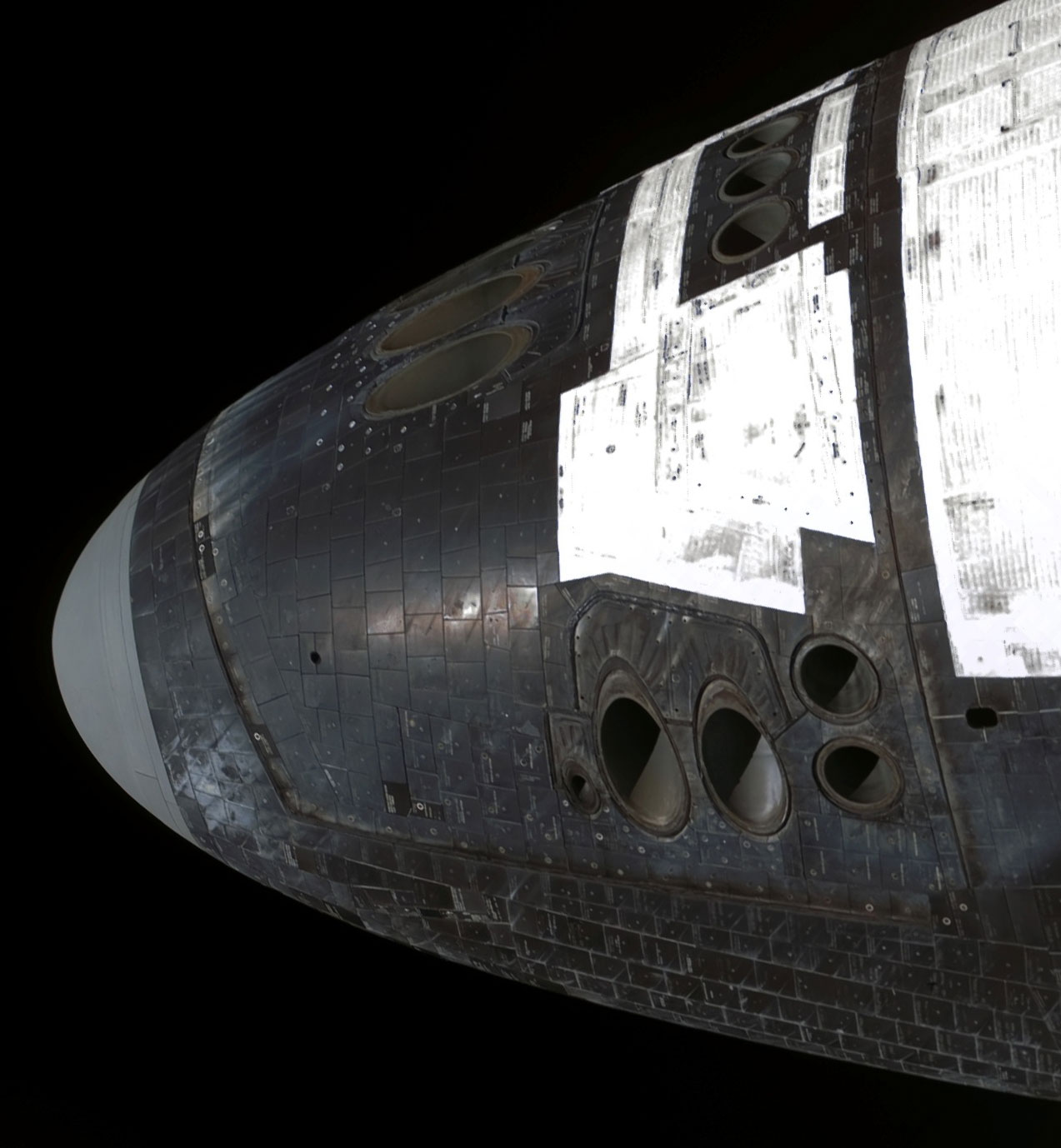
スペースシャトルのノーズ部にあるRCSスラスタ群

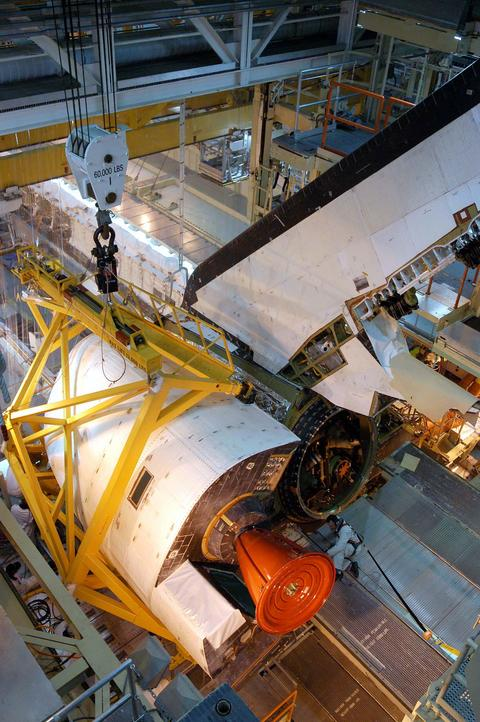
整備のために取り外されたOMS

機体速度を変化させる変換スラスターの配置には、機体の向きや回転を変更する方向転換スラスターにはない重要な制約がある。変換スラスターの噴射方向の直線が機体の重心を通るようになっていないと、その機体は噴射によって回転を始めてしまう。好ましくない回転を始めた機体で、自動的にスラスターを噴射して回転を止めるという方式を採用した例はなく、手動での制御が必要である。このような制約があるため、変換スラスターは方向転換スラスターに比べて配置できる位置が限られている。
アポロ計画の指令・機械船と月着陸船には、外部ブロックとしてグループ化された4つの変換スラスター群があり、速度変更や方向転換に使われていた。他にもその2つの役目を別々のスラスター群で行う設計もある。
マーキュリー計画とジェミニ計画では、先端部に2つのノズルのグループがあり、噴射ガスが外部に排気されるスロットが切られていた。これらのスラスターは再突入ロケットや他のモジュールを投棄した後にのみ使われ、再突入時の姿勢制御にのみ使われるもので、速度を制御することはできない（実際、マーキュリーには速度を変化させる機構は全くなかった）。同様に、アポロとソユーズの指令船ではスラスターはグループ化されていない。
ジェミニとソユーズでは、1対の変換スラスターが後部に配置されていた。また、重心付近に同様の対の反動スラスターがあり、前方と外側を向いていた。これらは宇宙船が回転するのを防ぐよう対で作動する。横方向のスラスターも重心付近に配置されているが、ジェミニでは各方向に1つのエンジンしかなく、ソユーズはこれも対で配置していた。これらのエンジンは方向制御を意図したものではない。その用途にはジェミニもソユーズも機体後部にエンジンを持っている。ジェミニは相対的に質量が小さく、スラスターだけで軌道を変更可能であった。
ソユーズの後部には太陽電池パネルと並行な方向にスラスターが配置されていた。このスラスターは太陽電池パネルが太陽の方向を向くように制御するのに使われた。このスラスターがないと、コンピュータが常にパネルの方向を制御する必要があった。機体の回転は逆側のスラスターを使って制御される。

## 宇宙機上のスラスターの位置
X-15 や NF-104A は航空機としての制御が不可能な高度にまで到達するため、宇宙での運用を意図していない翼付きの乗り物のためのスラスターの配置を基本的に確立した。すなわち、これらは姿勢制御スラスターしか持たない。縦揺れと偏揺れ用のスラスターは機首（コクピットの前）に配置されていた（通常はレーダーがある位置）。横揺れ用スラスターは翼端に配置されていた。X-20でもこのパターンが踏襲された。
スペースシャトルでは、これらよりも多数のスラスターが配置され、軌道上でのランデブーに使われている。機体下面は耐熱タイルが敷き詰められているため、機体の下方向を向いたノズルは無い。後方を向いたスラスターは尾部に設置された Orbital Maneuvering System (OMS) にある。